# Hudiksvall (gemeente)
Hudiksvall is een Zweedse gemeente en stad in de provincie Gävleborgs län. Ze heeft een totale oppervlakte van 4543,8 km² en telde 36.927 inwoners (31 december 2007).
30 km uit de kust ligt het onbewoonde eiland Agö.
In de gemeente Hudiksvall staat de Storbergsmast, een zendmast die wordt gebruikt voor FM- en televisie-uitzendingen en die tot de vier hoogste bouwwerken van Zweden behoort.

## Plaatsen in de gemeente Hudiksvall
| - Hudiksvall (stad) - Iggesund - Delsbo - Sörforsa - Näsviken - Njutånger - Enånger - Friggesund - Hålsjö - Edsta - Fredriksfors - Sörrå, Måsta en Björka | - Rogsta - Malsta - Malnbaden - Saltvik, Nätvik en Enoksnäs - Via en Bro - Bjuråker - Lindefallet en Östra Bölan - Trogsta - Johannesberg - Näsbyn en Bredåker - Vintergatans fritidsområde - Idenor | - Finnflo - Brännås - Smälsk - Åsak en Hjortsta - Hedvigsfors - Ängebo en Ståläng - Svedja - Hållsta - Borka - Strömbacka - Gammelsträng - Västansjö |